# Mędusiówka
Mędusiówka – część wsi Ulanica w Polsce położona w województwie podkarpackim, w powiecie rzeszowskim, w gminie Dynów.
W latach 1975–1998 Mędusiówka administracyjnie należała do województwa przemyskiego